# F18 (Bootsklasse)

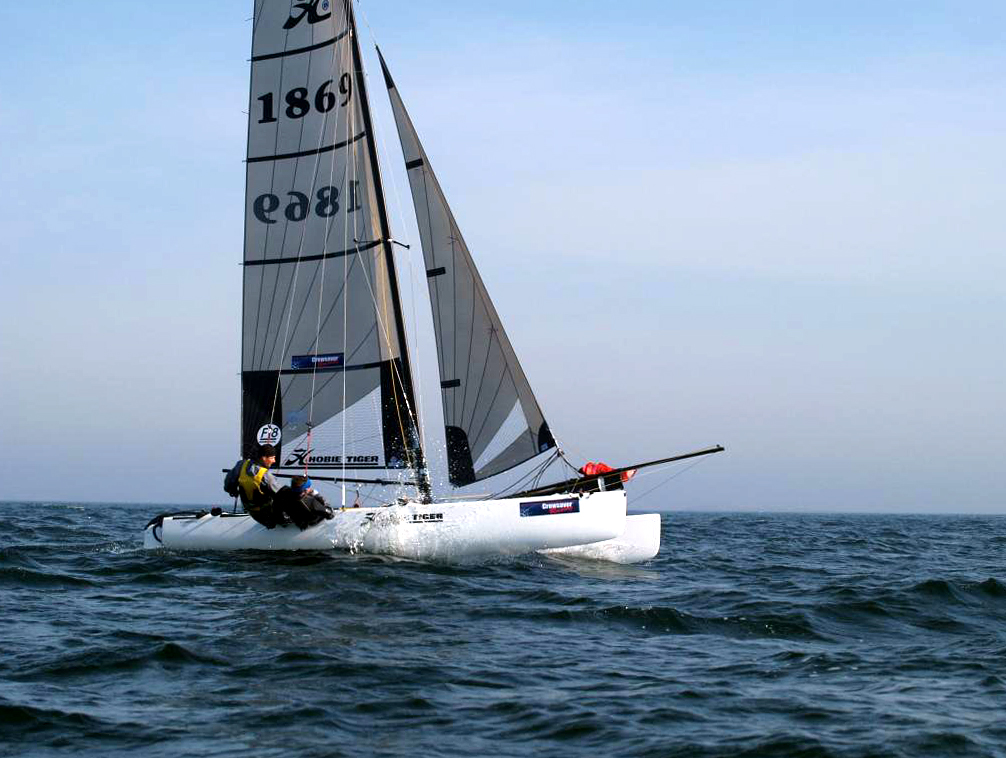
Hobie Tiger

Skizze F18-Katamaran

Die Formula 18 (F18) ist eine Bootsklasse für Segelkatamarane ohne Hydrofoils verschiedener Hersteller. Sie ist die am stärksten wachsenden Katamaranklasse der Welt mit aktiven Flotten in Europa, Nordamerika und Ozeanien. Die Boote sind mit Gennaker und Doppeltrapez ausgerüstet. Regelmäßig werden nationale Meisterschaften, Europa- und Weltmeisterschaften ausgetragen.

## Geschichte
Die Formula 18 entstand Mitte der 1990er Jahre in Frankreich. In ihrer Funktion als Vorstände der Katamaran-Klassenvereinigung im Französischen Segelverband FFV konzipierten Olivier Bovyn und Pierre-Charles Barraud ein System, in dem das Crewgewicht durch Ausgleichsgewichte und unterschiedliche Segelflächen so ausbalanciert wird, dass leichte und schwere Mannschaften mit gleichen Chancen vergütungsfrei gegeneinander segeln können.
Die Formula 18 wurde im Jahr 2002 vom damaligen Internationalen Segelverband ISAF, jetzt World Sailing als internationale Klasse anerkannt.
2016 sollte die F18-Klasse neben dem Tornado eine olympische Bootsklasse werden. Für den Mixed-Team-Wettbewerb entschied sich das Olympische Komitee jedoch für den Nacra 17.

## Konstruktionsmerkmale
Die Formula 18 Klasse ist eine Konstruktionsklasse, die in einer sogenannten „Box-Rule“ segelt. Um die Vergleichbarkeit der verschiedenen Designs im Wettkampf zu gewährleisten, gelten einheitliche technische Vorgaben:
- Maximale Länge: 5,52 m (18 Fuß)
- Maximale Breite: 2,60 m
- Mindestgewicht der Plattform: 130 kg
- Maximale Segelfläche des Großsegels: 17 m²
- Maximale Segelfläche des Vorsegels (Fock) bei einem
  - Mannschaftsgewicht von 115 bis 150 kg höchstens 3,60 m²
  - Mannschaftsgewicht von über 150 kg höchstens 4,30 m²
- Maximale Segelfläche des Gennakers bei einem
  - Mannschaftsgewicht von 115 bis 150 kg höchstens 19 m²
  - Mannschaftsgewicht von über 150 kg höchstens 21 m²
- Mindestgewicht des segelfertigen Bootes: 180 kg
- Mindestgewicht der Ruderanlage: 3,0 kg
- Maximalgewicht der Schwerter: 5,5 kg

Außerdem ist die Verwendung einer Trapezeinrichtung sowohl für Steuermann als auch den Vorschoter möglich. Zusätzlich kann ein Gennaker gesetzt werden. Beide Segel sind durchgelattet. Die Wavepiercer-Rümpfe sind in Polyester oder Epoxy-GFK-Bauweise gefertigt, der 9 m hohe Mast ist aus Aluminium.
Formula 18 Katamarane sind gut ausbalanciert, kraftvoll und haben ein hohes Geschwindigkeitspotential. Bei raumem Wind können sie Geschwindigkeiten über 25 Knoten erreichen.
Die Klasse ist auch für Neueinsteiger attraktiv. Die Anschaffungskosten für ein neues Boot sind relativ günstig, auch ältere Modelle sind dank der technischen Reglementierungen konkurrenzfähig. Darüber hinaus haben die Boote eine noch gut handhabbare Größe.
F18-Katamarane sind auch für Freizeitsegler ideal und eignen sich durch die Kombination aus Stabilität und Leistungsfähigkeit auch für das anspruchsvolle Langstreckensegeln.

## Hersteller
- Capricorn F18 – PSA Performance Sailcraft PTY LTD
- Cirrus – Boulogne Conception Marine
- C 2 – Goodall Design
- Falcon F18 – Falcon Marine
- Hobie Tiger, Hobie Wildcat – Hobie Cat
- Nacra F18 Infusion – Nacra
- Scorpion – Exploder
- Shockwave – Sirena Voile
- Windrush Edge – Windrush Yachts

## Regatten
Die Formula 18-Klasse ist eine lebendige Bootsklasse, in der regelmäßig hochkarätige Wettbewerbe ausgetragen werden. Die Atmosphäre ist entspannt und unkompliziert. Ambitionierte Freizeitsegler regattieren mit aktiven und ehemaligen Olympiateilnehmer, Stars aus der Offshore-Szene und talentierten Jugendteams. Bei großen internationalen Veranstaltungen zählen die Felder bis zu 150 teilnehmende Boote.
Zu den prägenden Persönlichkeiten der F18-Klasse gehören u. a. Segellegende Mitch Booth, Multihull-Spezialist Mischa Heemskerk, die Katamaranexperten Helge und Christian Sach oder das griechische Duo Iordanis Paschalidis/Konstantinos Trigonis.

### Welt- und Europameisterschaften
Weltmeisterschaften werden seit dem Jahr 2000 jährlich ausgetragen. Europameisterschaften finden nur dann statt, wenn die Weltmeisterschaften in Übersee ausgetragen werden.
Die nächsten Formula 18 Weltmeisterschaften finden vom 3. bis zum 10. Juli 2020 in Formia (Italien) statt. Titelverteidiger ist das australische Duo Darren Bundock/Conor Nicholas.

### Klassiker
Obwohl die F18-Klasse eine sehr junge Bootsklasse ist, konnten sich einige Regatten schon als Klassiker etablieren.
- Ronde om Texel
- Stockholm Archipelago Raid
- Costamoricaine Raid
- Saint Barth Cata Cup
- Great Texas 300
- Martinique Cata Raid
- EurOcat – YC Carnac